# كأس السوبر العراقي 2019
كأس السوبر العراقي 2019 هي النسخة التاسعة من بطولة كأس السوبر العراقي، ينظمها الاتحاد العراقي لكرة القدم وتقام سنويًا بين بطلي الدوري العراقي الممتاز والكأس، وقد عادت البطولة بعد توقف منذ نسخة 2017، وأُقيمت مباراة 2019 في 14 سبتمبر 2019 على ملعب الكوت الأولمبي بمحافظة واسط، وجمعت بين بطل الدوري موسم 2018–19 نادي الشرطة وبطل كأس 2018–19 نادي الزوراء. انتهى الوقت الأصلي بالتعادل 1–1، وحسمت ركلات الترجيح لصالح الشرطة بنتيجة 4–3.

## أهمية وملحوظية البطولة
تكتسب هذه النسخة أهمية كونها الحدث الافتتاحي لموسم 2019–20 ولعودتها بعد غياب منذ نسخة 2017، مما أثار اهتمامًا إعلاميًا وجماهيريًا واسعًا.

## خلفية
تأهّل نادي الشرطة بفضل تتويجه بلقب الدوري العراقي الممتاز 2018–19، بعد ضمانه اللقب قبل جولتين من نهاية المسابقة. كما وصل الزوراء إلى السوبر بصفته بطل كأس العراق 2018–19 عقب فوزه على نادي الكهرباء 1–0 في النهائي.

## مجريات المباراة
انطلقت المباراة بحضور جماهيري ضخم اقترب من 20 ألف متفرج، في أول مباراة يستضيفها ملعب الكوت الأولمبي منذ افتتاحه. افتتح علاء عباس التسجيل للزوراء في الدقيقة 48، وعادل الكونغولي جونيور موبوكو للشرطة في الدقيقة 60. انتهى الوقت الأصلي 1–1، وحسمت ركلات الترجيح بفوز الشرطة 4–3.

## بعد المباراة
مثل هذا التتويج دفعة معنوية قوية للشرطة قبل انطلاق الموسم، وأشادت الأوساط الرياضية بخبرة الفوز ودعت إلى تثبيت البطولة سنويًا لضمان استمراريتها ودورها في رفع مستوى المنافسة المحلية.

## بث المباراة والتغطية
نُقلت المباراة عبر قناة العراقية الرياضية وقناة الكأس HD5، في تمام الساعة السادسة مساءً بتوقيت بغداد.